# William Adama

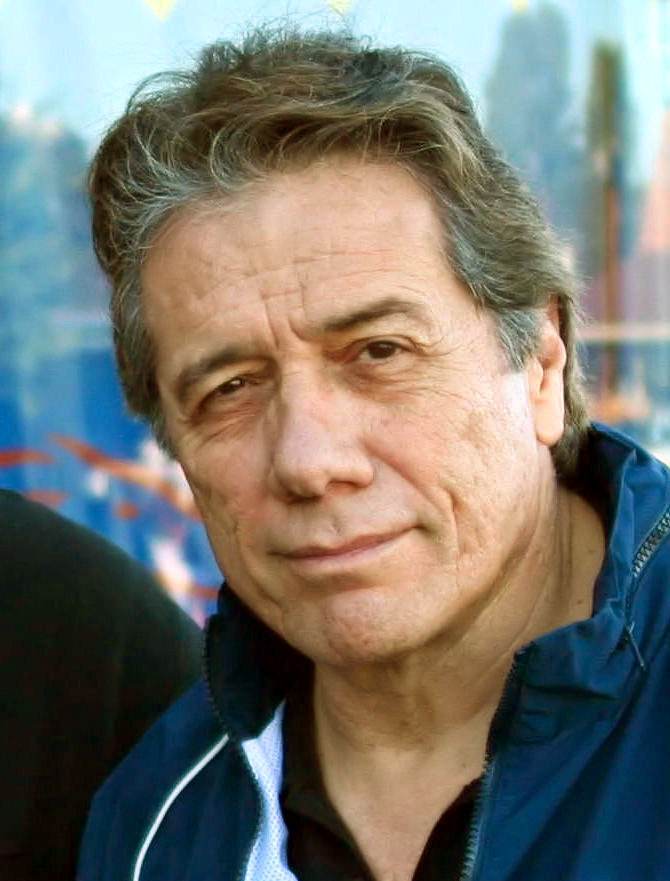
William Adama, gespeeld door Edward James Olmos.

William Adama is een personage uit de herwerkte televisieserie Battlestar Galactica en Caprica. Hij is de bevelhebber op de Galactica en na de val van de twaalf kolonies wordt hij de eerste in rang van de koloniale krijgsmacht. De rol werd vertolkt door acteur Edward James Olmos.

## Biografie
William Adama werd geboren op de planeet Caprica. Zijn vader Joseph kwam oorspronkelijk van Tauron en was een advocaat die voornamelijk werkte voor de Tauronese maffia. Zijn halfzuster kwam samen met Joseph Adama's eerste vrouw om het leven na een zelfmoordaanslag gepleegd door een terrorist met religieuze motieven. Die gebeurtenis had tot gevolg dat Williams vader medeverantwoordelijk was voor de creatie van de eerste Cylons. Zijn halfbroer kwam om het leven nadat hij doodgeschoten werd door de Tauronese maffia. William Adama werd na de dood van zijn halfbroer geboren en kreeg dezelfde naam. Na zijn jeugdjaren ging Adama bij het leger. Hij werd gevechtspiloot en was actief tijdens de eerste Cylon-oorlog. Na de oorlog verliet hij het leger een tijd, maar trad uiteindelijk weer in dienst. Adama trouwde en kreeg twee kinderen, Lee en Zak. Beiden werden gevechtspiloot maar Zak kwam om het leven tijdens een ongeval.

### De val van de twaalf kolonies
Net voor de destructie van de twaalf kolonies worden de voorbereidingen getroffen om de Galactica uit dienst te nemen. Het schip had vijftig jaar dienstgedaan en zou omgebouwd worden tot een museum. Tijdens de ceremonies, waarbij de minister van onderwijs Laura Roslin aanwezig is, komt het noodsignaal binnen met de melding dat de Cylons de twaalf kolonies van Kobol hebben aangevallen. Adama wil de tegenaanval inzetten, maar Roslin, die inmiddels ingezworen is op het schip de Colonial One als nieuwe president, weet hem te overtuigen om te vluchten.
Ondanks de slechte vooruitzichten doet hij zijn bemanning een belofte, namelijk dat ze op zoek gaan naar de dertiende kolonie, de Aarde. Hij doet dit echter om de troepen te motiveren maar hecht zelf weinig geloof aan de stelling dat die planeet echt bestaat.
Nadat de Galactica arriveert op een munitiedepot om een voorraad wapens op te halen, treffen ze er een man. Na een klein ongeval raakt Adama opgesloten met de man en beiden moeten een route doorheen het depot afleggen om terug bij de anderen te komen. Wanneer de man zegt last te hebben van allergieën beseft Adama dat de man een Cylon is en zijn allergieën het effect zijn van de elektromagnetische straling die op het depot aanwezig is. Later vindt Adama een papiertje op de Galactica met de boodschap dat er twaalf humanoïde Cylon-modellen zijn. Hij deelt deze informatie uitsluitend met een select groepje met onder meer Laura Roslin, Saul Tigh en Gaius Baltar, die gevraagd wordt een Cylon-detectiesysteem te creëren. De rest van de vloot wordt in het ongewisse gelaten over het bestaan van humanoïde Cylons uit vrees dat paranoia tussen de bemanningsleden onderling de bovenhand zal krijgen.

### Kobol
Adama komt in conflict met Roslin nadat deze laatste plannen heeft op zoek te gaan naar de planeet Kobol, die volgens religieuze geschriften aanwijzingen zou bevatten over de route naar de Aarde. Adama, die geen geloof hecht aan de religieuze geschriften, weigert op haar vraag in te gaan waarna Roslin op eigen houtje haar plan doorzet. Als Adama verneemt dat Starbuck in opdracht van Roslin en tegen zijn orders in naar Caprica is afgereisd om de "pijl van Apollo" op te halen, eist hij het ontslag van Roslin. Ze weigert en hij laat haar arresteren en opsluiten in de cel op de Galactica.
Op dat moment voert Boomer een sabotage-actie uit op een Cylon-schip waar ze tot haar verbijstering vele kopieën van zichzelf treft. Niettemin voert ze de opdracht uit, de andere Cylons laten het begaan en het schip wordt vernietigd. Na haar terugkomst op de Galactica wordt ze gefeliciteerd door Adama, waarna Boomer hem neerschiet met twee kogels in de borststreek. Adama wordt afgevoerd naar de infirmerie en er wordt voor zijn leven gevreesd.
Uiteindelijk wordt zijn leven gered en neemt hij na een tijd het commando van de Galactica weer over. Hij besluit naar Kobol af te reizen om vrede te sluiten met Roslin, die inmiddels bevrijd werd door zijn zoon Apollo en met het schip de Astral Queen afgereisd was naar Kobol. Samen gaan ze op de planeet op zoek naar de "tombe van Athena" en krijgen een eerste beeld van de Aarde te zien.

### De komst van de Pegasus
Als de vloot en de Battlestar Pegasus elkaar treffen wordt Admiraal Cain, de bevelhebber van de Pegasus, eveneens bevelhebber van de hele vloot omdat zij een hogere rang heeft dan Adama, die commandant is. Al gauw wordt het duidelijk dat Cain er onconventionele tactieken op nahoudt en zowel Cain als Adama plannen elkaars liquidatie. Die wordt echter op het laatste moment afgewend waarna Cain vermoord wordt door de gevangen Number Six aan boord van de Pegasus. Na haar dood wordt Adama weer bevelhebber van de vloot en wordt hij later door president Roslin gepromoveerd tot admiraal.

### New Caprica
Tijdens de presidentsverkiezingen ontdekt Felix Gaeta dat er met de stembiljetten fraude is gepleegd in het voordeel van Roslin en meldt dat aan Adama. De admiraal confronteert Roslin met de feiten en zij bekent en zegt dat als haar tegenkandidaat Gaius Baltar president zou worden, dat een ramp zou zijn. Adama is het met die stelling eens maar vindt dat de juiste verkiezingsuitslag aanvaarden de enige correcte actie is. Baltar wordt president nadat de fraude werd toegedekt.
Baltar komt zijn belofte aan zijn kiezers na en de kolonisten vestigen zich op de planeet die net voor de verkiezingen ontdekt werd en omgedoopt wordt tot New Caprica. Adama blijft met een afgeslankte bemanning aan boord van de Galactica. Als de Cylons de planeet ontdekken en bezetten, vlucht Adama met de overblijvende vloot weg.
De vloot blijft een jaar afgesloten van de mensen op New Caprica. Tijdens deze periode leeft zijn zoon Apollo met zijn vrouw Dee op de Pegasus, waar hij bevelhebber is. Adama besluit Athena, die haar loyaliteit bewezen heeft, in te lijven als officier in de koloniale krijgsmacht. Tijdens een gesprek tussen de twee vertelt Adama haar dat hij zich erg schuldig voelt omdat hij de mensen op New Caprica achter heeft gelaten in de handen van de Cylons. Zij vertelt hem dat ze eerst zichzelf vergeven had om verder te kunnen en dat hij ook zichzelf moet vergeven als hij het voortbestaan van het menselijk ras wil bewerkstelligen.
Adama plant een missie om de kolonisten op New Caprica te bevrijden. Apollo gelooft niet in de slagingskansen van het plan en Adama besluit om met de Galactica de aanval in te zetten en vraagt zijn zoon om met de Pegasus en de rest van de vloot achttien uur te wachten waarna hij zijn weg moet verderzetten op zoek naar de Aarde.
De aanval verloopt niet al te vlot maar wanneer Apollo onverwacht met de Pegasus arriveert en het schip opoffert om de strijd tegen de Cylons te winnen, worden de mensen op New Caprica bevrijd en keren ze terug naar de vloot. Tijdens het proces dat later tegen ex-president Gaius Baltar wordt gevoerd is Adama een van de vijf rechters. Baltar wordt vrijgesproken met drie stemmen tegen twee, waarvan Adama's stem in het voordeel van Baltar pleit.

### De alliantie
Na Starbucks dood en haar mysterieuze terugkeer en haar aanvaring met Roslin die haar ervan verdenkt een Cylon te zijn, geeft Adama uiteindelijk toe aan Starbucks vraag om koers te zetten naar de Aarde, waar ze beweert geweest te zijn. Hij stuurt echter de Galactica niet die richting op maar geeft haar het bevel over het schip de Demetrius en met een kleine bemanning wordt een missie ondernomen.
Als Starbuck en de Demetrius terugkeren met de rebellerende Cylons, besluiten Adama en Roslin in te gaan op het voorstel van de Cylons om een alliantie te vormen tegen de andere Cylons en het plan te steunen om gezamenlijk het "heropstandingsschip" te vernietigen zodat Cylons sterfelijk worden, net als mensen. Roslin gaat aan boord van het Cylon-schip in een poging te communiceren met de Cylon-hybride, in de hoop haar visioenen beter te begrijpen. Als de hybride aangesloten wordt geeft het het commando "jump" en het schip verdwijnt van de radar.
Adama besluit in een raptor te wachten op het rendez-vouspunt in de hoop dat het Cylon-schip met Roslin terugkeert en geeft Tigh de opdracht om met de Galactica en de rest van de vloot verder te reizen. Als het schip terugkeert en hij Roslin begroet, bekent ze haar gevoelens voor hem, waarop hij antwoordt : "Dat werd tijd". Nadat het Cylon-schip en de Galactica elkaar opnieuw treffen, gaat Adama terug naar de Galactica. Dan gijzelt de Number Three, die de leiding bij de rebellerende Cylons overnam na de moord op de vorige leider Nathalie door Athena en eist dat de Cylons die aan boord leven van de Galactica uitgeleverd worden, anders dreigen alle kolonisten aan boord van het Cylon-schip geëxecuteerd te worden.
Tijdens deze patstelling ziet Saul Tigh, die niet zo lang geleden te weten kwam dat hij een van de laatste vijf Cylons is, zich genoodzaakt om zijn ware identiteit bekend te maken aan Adama, met de bedoeling om zichzelf te laten gebruiken als pasmunt. Deze informatie is een grote slag voor Adama, te moeten horen dat de man die zijn eerste officier is en hij als zijn beste vriend beschouwt een Cylon is. Adama breekt emotioneel en ondanks de noodsituatie en de dreigende executie van Roslin en de anderen op het Cylon-schip is hij niet meer in staat om enige actie te ondernemen waarna Apollo de zaak in handen neemt. Het nieuws dat Tigh op het punt staat geëxecuteerd te worden maakt niet veel indruk bij de Number Three, maar op dat moment vindt Starbuck in het navigatiesysteem van de Viper waarmee ze terugkeerde na haar schijnbare dood een routebeschrijving naar de Aarde. Er wordt aan de Cylons voorgesteld om samen naar de Aarde af te reizen, wat tot instemming leidt en de executies aan beide kanten worden vermeden.
De ontdekking van de originele Aarde leidt tot een grote teleurstelling. De planeet werd vernietigd door een nucleaire oorlog en na onderzoek wordt bekend dat de bewoners Cylons waren. Daarop moet Adama verder op zoek naar een bewoonbare planeet en dat met een gedemotiveerde bemanning.

### Coup
Nadat Adama besluit verder samen te werken met de Cylons krijgt hij te maken met een coup, voorbereid en gepleegd door Felix Gaeta en Tom Zarek. Adama wordt gevangengenomen en afgezet als bevelhebber. Maar dankzij gezamenlijk optreden van een deel van de bemanning onder leiding van Apollo wordt de machtsgreep weer ongedaan gemaakt en worden Gaeta en Zarek geëxecuteerd.

### De Aarde
Als Boomer met Ellen Tigh aan boord komt van de Galactica wordt Boomer meteen opgesloten in de cel, maar kan met een list ontkomen en ze ontvoert Hera, het kind van Helo en Athena en brengt het kind naar Cavil. Helo smeekt Adama om een reddingsactie te ondernemen en na wat aarzelen stemt Adama in. Met de Galactica gaat hij op reddingsmissie. Het kind wordt gered en dankzij een ingeving van Starbuck belandt de zwaar beschadigde Galactica nabij een blauwe planeet. Adama beslist dat de overblijvende mensheid (en de overblijvende rebellerende Cylons) zich vestigen op dit nieuwe thuis, dat de naam Aarde krijgt. Adama verkent het landschap in een raptor, samen met Laura Roslin, die erg ziek is. Tijdens de verkenningsvlucht over de Aarde sterft Roslin. Adama begraaft haar nabij de plek waar hij een huis plant te bouwen.